# Stade Saint-Germain
Lo Stade Saint-Germain era una società calcistica francese con sede a Saint-Germain-en-Laye, nei dintorni di Parigi. Dal 1904 fino al 1970 ha disputato le sue gare interne al Camp des Loges. Nel 1970 ha fondato, tramite la fusione con il Paris Football Club, il Paris Saint-Germain, che eredita una parte del nome dalla società di Saint-Germain-en-Laye.

## Palmarès

### Competizioni regionali
- Ligue de Paris Île-de-France de football: 1

1956-1957

## Calciatori e staff
Tra le persone che hanno militato o hanno fatto parte dello staff del club ricordiamo Zacharie Noah, Camille Choquier, Michel Odasso, Michel Prost, Henri Patrelle e Roger Quenolle.